# Angelina Lübcke
Angelina Lübcke (* 24. Februar 1991 in Hamburg) ist eine deutsche Fußballspielerin.

## Karriere

### Vereine
Lübcke spielte in der Jugend beim USC Paloma Hamburg. Mit 16 Jahren wurde sie vom Bundesligisten Hamburger SV für die Saison 2007/08 verpflichtet.
Ihr erstes Bundesligaspiel bestritt sie am 4. November 2007 (5. Spieltag) beim torlosen Remis im Auswärtsspiel gegen den TSV Crailsheim. Nach vier Spielzeiten für die Hamburger, für die sie 45 Ligaspiele bestritt, wechselte sie zur Saison 2011/12 zum Bundesliga-Aufsteiger 1. FC Lokomotive Leipzig. Dort gelang ihr auch am 15. April 2012 (17. Spieltag), bei der 2:9-Niederlage im Heimspiel gegen VfL Wolfsburg, mit dem Treffer zum zwischenzeitlichen 1:0 in der 1. Minute auch ihr einziges Bundesligator. Nach der abgelaufenen Saison fand sich der Verein als Tabellenletzter wieder und stieg in die 2. Bundesliga Nord ab. In der Zweitligasaison absolvierte Lübcke 21 Ligaspiele und erzielte neun Tore.
Zur Saison 2013/14 unterschrieb sie einen Vertrag beim Zweitligisten SC Sand. Der Wechsel kam jedoch nicht zu Stande, und sie kehrte stattdessen zum Nachfolgeverein der Frauenabteilung vom 1. FC Lok, dem FFV Leipzig, zurück. Im Winter 2016 schloss sie sich dem ETSV Würzburg an, wo sie am 7. Mai 2017 ihr Debüt in der Bayernliga für die Reserve gab,  Nach einem halben Jahr in Würzburg, kehrte Lübcke im Mai 2017 nach Leipzig zurück und unterschrieb beim FC Phoenix Leipzig.

### Nationalmannschaft
Als Juniorenspielerin gehörte sie zum Kader der deutschen U17-Nationalmannschaft. Bei der Weltmeisterschaft 2008 in Neuseeland kam sie am 16. November im Spiel um den dritten Platz, beim 3:0-Sieg über die Auswahl Englands, mit Einwechslung für Leonie Maier in der 89. Minute zu ihrem Länderspieldebüt, wenn auch nur für eine Minute. 2008 bestritt sie vier Länderspiele für die U19-Nationalmannschaft, danach bis 2010 drei Länderspiele für die U20-Nationalmannschaft.
2012 gehörte sie dem Kader der U23-Nationalmannschaft an, für die sie am 24. Mai 2012 in Hamburg, beim 2:0-Sieg gegen die U23-Nationalmannschaft Schwedens mit Einwechslung für Ina Mester in der 58. Minute, ein bzw. das letzte Länderspiel dieser Altersklasse bestritt.

## Erfolge
- Dritter U17-Weltmeisterschaft 2008